# Голтон (Вісконсин)
Голтон (англ. Holton) — місто (англ. town) в США, в окрузі Марафон штату Вісконсин. Населення — 859 осіб (2020).

## Демографія
Згідно з переписом 2010 року, у місті мешкали 873 особи в 308 домогосподарствах у складі 239 родин. Було 326 помешкань
Расовий склад населення:
| - 98,2 % — білих - 0,3 % — корінних американців - 1,0 % — осіб інших рас |

До двох чи більше рас належало 0,5 %. Частка іспаномовних становила 2,5 % від усіх жителів.
За віковим діапазоном населення розподілялося таким чином: 27,9 % — особи молодші 18 років, 58,0 % — особи у віці 18—64 років, 14,1 % — особи у віці 65 років та старші. Медіана віку мешканця становила 38,1 року. На 100 осіб жіночої статі у місті припадало 118,3 чоловіків;  на 100 жінок у віці від 18 років та старших — 121,5 чоловіків також старших 18 років.
Середній дохід на одне домашнє господарство  становив 69 889 доларів США (медіана — 60 156), а середній дохід на одну сім'ю — 78 133 долари (медіана — 64 375). Медіана доходів становила 32 333 долари для чоловіків та 40 000 доларів для жінок. За межею бідності перебувало 11,3 % осіб, у тому числі 13,6 % дітей у віці до 18 років та 13,6 % осіб у віці 65 років та старших.
Цивільне працевлаштоване населення становило 557 осіб. Основні галузі зайнятості: сільське господарство, лісництво, риболовля — 25,7 %, виробництво — 24,2 %, освіта, охорона здоров'я та соціальна допомога — 18,3 %.